# لوئیس ترمن
لوئیس مدیسون ترمن (به انگلیسی: Lewis Terman) (زادهٔ ۱۵ ژانویهٔ ۱۸۷۷، درگذشت ۲۱ دسامبر ۱۹۵۶) یک روان‌شناس آمریکایی بود که در آغاز سدهٔ ۲۰ میلادی در زمینهٔ روان‌شناسی تربیتی پیشرو بود. او برای بازبینی مقیاس هوش استنفورد-بینه شناخته شده‌است.
ترمن در زمینهٔ اصلاح نژاد بسیار فعال بود و عضو بنیاد بهترسازی انسان بود. در سال ۲۰۰۲، ترمن و گرانویل استنلی هال به عنوان ۷۲ مین افرادی که در مقالات بیشتر به آنها ارجاع می‌شود معرفی شدند.
از پسر ترمن، فردریک ترمن به همراه ویلیام شاکلی به عنوان پدر سیلیکون‌ولی یاد می‌شود.

## آزمون هوش واصلاح نژاد
در اوایل قرن بیستم، آزمایش‌های آزمون هوش آلفرد بینه برای اعمال سیاست‌های اصلاح نژاد از طریق اتحاد بین دانشمندان، دولت و سرمایه، اقتباس و گسترش یافت. مدارس و مؤسسات دولتی مکان‌های اصلی این «نوآوری» بودند. روان‌شناس دانشگاه استنفورد، لوئیس ترمن، نیز نقش مهمی در ترویج آزمون داشت. ترمن تست‌های بینه را برای ساخت نسخه آمریکایی تست هوش اقتباس کرد و «مقیاس استنفورد-بینه» را در سال ۱۹۱۶ ایجاد کرد. او این مقیاس را برای همه از بچه‌های مدرسه تا زندانیان به کار برد تا نشان دهد که «ناتوان ذهنی ارثی» است. تیم ترمن به این نتیجه رسیدند که به اصطلاح ضعیف‌اندیشی در زندان به‌ویژه در بین غیرسفیدپوستان و خارجی‌ها بیداد می‌کند و این افراد هزینه‌های زیادی را برای دولت تحمیل می‌کنند. این استدلال با عقیم‌سازی اجباری و قتل اجباری بسیاری از افراد که در موسسات دولتی، هم توسط ایالات متحده و هم توسط آلمان نازی نگهداری می‌شدند، همراه بود. ترمن نوشت: «کل مسئله تفاوت‌های نژادی در ویژگی‌های ذهنی، باید از نو و با روش‌های تجربی بررسی شود» جنگ جهانی اول فرصتی برای توسعه این روش‌های تجربی فراهم کرد. در سال ۱۹۱۷، مردان برجسته روان‌شناسی آمریکای شمالی گرد هم آمدند تا در مورد چگونگی کمک به ایالات متحده در جنگ بحث کنند. این گروه شامل ترمن، هنری اچ. گدارد، رئیس انجمن روان‌شناسی آمریکا رابرت یرکس و روان‌شناس جوان کارل بریگام بود. دانشمندان از این بهره‌های هوشی برای ایجاد سلسله مراتب نژادپرستانه که بر اساس نیازهای نیروی کار ارتش شکل می‌گرفت، استفاده کردند. سلسله مراتب اطلاعاتی دیگری حول نژاد سازماندهی شد و سربازان سیاهپوست در رتبه‌های پایین بودند. حتی استدلال می‌شد که رنگ پوست و هوش با هم مرتبط هستند (هرچه پوست تیره‌تر باشد، امتیاز کمتری دارد). به طور مشابه، نمرات اطلاعاتی بر اساس ملیت اروپایی تجزیه شد تا نشان دهد که مهاجران تیره‌تر از هوش کمتری برخوردار بودند.